# تکنوترونیک
تکنوترونیک (به انگلیسی: Technotronic) یک گروه موسیقی الکترونیک بلژیکی است که در سال ۱۹۸۸ به‌وسیلهٔ جو بوگارت تأسیس شد. مشهورترین اثر این گروه ترانهٔ "Pump Up the Jam" است.

## دیسکوگرافی

### آلبوم‌های استودیویی
- Pump Up the Jam: The Album
- Trip on This: The Remixes
- Body to Body
- The Greatest Hits
- Recall